# Oxfam

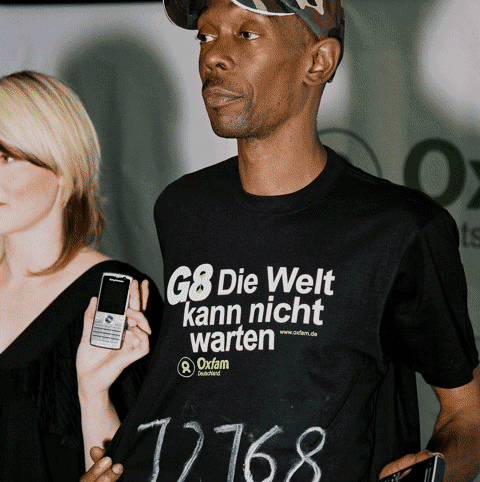
Oxfam upozorňuje na problém chudoby i během summitů G8

OXFAM je významná mezinárodní charitativní organizace, která pod hlavičkou Oxfam International sdružuje 13 národních organizací
zaměřených na odstranění chudoby a nespravedlnosti ve světě.
Organizace Oxfam byla založena v roce 1942 v Anglii pod názvem Oxford Committee for Famine Relief skupinou kvakerů, sociálních aktivistů a akademiků z Oxfordu. Komise svůj původní název v roce 1965 změnila a použila svou původní telegrafickou adresu – OXFAM. Dnes původní subjekt užívá názvu Oxfam Great Britain.

### Stránky jednotlivých národních organizací
- Oxfam ve Velké Británii
- Oxfam America
- Oxfam Irsko
- Oxfam-Solidarity (Belgie)
- Oxfam Wereldwinkels (Vlámsko)
- Oxfam Novib (Nizozemsko)
- Oxfam Francie
- Oxfam Německo
- Intermón Oxfam (Španělsko)
- Oxfam Kanada
- Oxfam Québec
- Oxfam Hong Kong
- Oxfam Japonsko
- Oxfam Austrálie
- Oxfam Nový Zéland